# Missão Antioquia
A Missão Antioquia foi a primeira agência missionária evangélica interdenominacional do Brasil, tendo treinado e enviado aproximadamente 150 missionários para 20 países. Foi fundada em 1976 e Décio Azevedo após a prisão de um missionário brasileiro pelos comunistas em Moçambique. Tem uma visão de missão integral que consiste em "trazer transformação através do evangelho (em áreas não alcançadas) através da Palavra (de Deus) e da ação social" (p. 6) e  "ajudar a despertar as igrejas evangélicas do Brasil para missões mundiais; preparar missionários brasileiros para trabalhar em outras culturas e levantar recursos financeiros para sustentar esses missionários".[carece de fontes?] O seu diretor atual é o pastor Silas Tostes.

## Eventos
A Missão Antioquia promove anualmente o SIM Israel/Ismael e a Conferência Missionária para despertar líderes e membros das igrejas evangélicas para o envolvimento com missões, especialmente na Janela 10-40.

## Formação
A Missão Antioquia tem oferecido treinamento transcultural, teológico e missiológico no STEMA - Seminário Teológico e Escola de Missões Antioquia. Aqui estudam anualmente cerca de 80 alunos, com ênfase numa visão global do ministério: Oração, Missões e Ação Social. Situado no Vale da Bênção  as suas instalações possuem salas de aulas, dormitórios, uma igreja local, o Centro de Oração (onde durante 24 horas é mantida uma vigília permanente de oração ), uma escola, creche, orfanato e um Centro de Dia.

## Filiação
Associação de Missões Transculturais Brasileiras

## Ação Social
- Creche "Pequeno Moisés" em Cochabamba - Bolívia, que atende a crianças de mães que precisam trabalhar[carece de fontes?]
- Casa das Formigas" em Maputo - Moçambique, que alimenta e capacita crianças e adolescentes em trabalhos manuais e atividades escolares[carece de fontes?]